# Тейиды
Тейи́ды или американские вараны (лат. Teiidae), — семейство пресмыкающихся из подотряда Teiformata отряда чешуйчатых. Ранее рассматривались как представители инфраотряда сцинкообразных. Сейчас вместе с настоящими ящерицами и двуходками помещаются в группу Laterata.

## Описание
Размеры тейид колеблются от 8 см до 1,5 м. Они отличаются тонким длинным хвостом, а также длинным раздвоенным языком, похожим на язык варанов, который помогает им в поиске пищи. 

## Распространение
Распространены в Центральной и Южной Америке. Ряд видов был интродуцирован человеком и в другие регионы.

## Партеногенез
Примечательной особенностью тейид является тот факт, что у некоторых видов существуют только самки. Они обходятся без самцов и откладывают неоплодотворённые яйца, из которых вылупляются только самки (см. партеногенез).

## Поведение
Преимущественно наземные (есть несколько полуводных видов) дневные плотоядные или насекомоядные ящерицы. 
Некоторые виды специализировались на питании строго определённой пищей. Каймановая ящерица (Dracaena guianensis) питается главным образом водными улитками и проводит бо́льшую часть времени в воде. Другие виды тейид являются преимущественно сухопутными животными и питаются мелкими млекопитающими, рептилиями и насекомыми.

## Классификация
В составе семейства выделяют 2 подсемейства и 18 родов, в которые входит более 170 видов.
| Латинское название        | Русское название                                                          | Количество видов |
| ------------------------- | ------------------------------------------------------------------------- | ---------------- |
| подсемейство Teiinae      |                                                                           |                  |
| Ameiva                    | Амейвы                                                                    | 14               |
| Ameivula                  |                                                                           | 11               |
| Aspidoscelis              |                                                                           | 45               |
| Aurivela                  |                                                                           | 2                |
| Cnemidophorus             | Ящерицы-бегуны (кнемидофоры, хлыстохвостые ящерицы, кнутохвостые ящерицы) | 19               |
| Contomastix               |                                                                           | 6                |
| Dicrodon                  | Пустынные тейиды, или дикродоны                                           | 3                |
| Glaucomastix              |                                                                           | 5                |
| Holcosus                  |                                                                           | 18               |
| Kentropyx                 | Килеватые тейиды, или килеватые ящерицы                                   | 9                |
| Medopheos                 |                                                                           | 1                |
| Pholidoscelis             |                                                                           | 21               |
| Teius                     | Тейю                                                                      | 3                |
| подсемейство Tupinambinae |                                                                           |                  |
| Callopistes               | Каллопистесы                                                              | 4                |
| Crocodilurus              | Крокодилохвостые ящерицы                                                  | 1                |
| Dracaena                  | Каймановые ящерицы                                                        | 2                |
| Salvator                  |                                                                           | 3                |
| Tupinambis                | Тегу, или тупинамбисы                                                     | 8                |

В состав семейства Teiidae ранее включался также ряд родов, которые в настоящее время выделены в семейство Gymnophthalmidae, часть из них в русском названии также имеют слово «тейиды» — роющие тейиды (Bachia), очковые тейиды (Gymnophthalmus), разнопалые тейиды (Heterodactylus), крупночешуйные тейиды (Macropholidus), водные тейиды (Neusticurus rudis), светящиеся тейиды (Proctoporus).

## Ископаемые
- †Harmodontosaurus emeryensis Nydam, 2002 — вид ящериц, живших в среднем меловом периоде около 112—99 млн. лет назад на территории штата Юта, США.